# Chiese di Nocera Inferiore

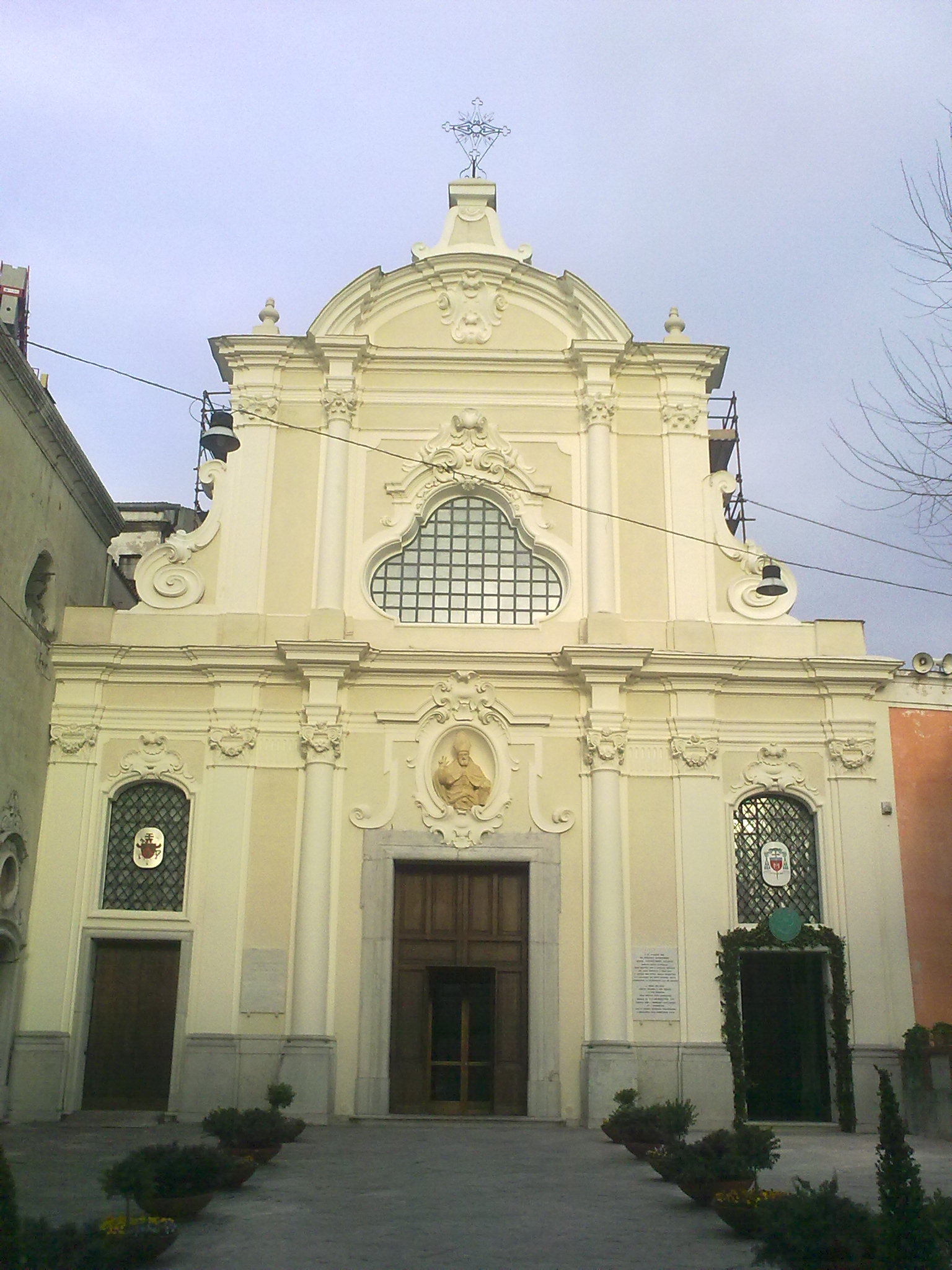
Cattedrale di San Prisco

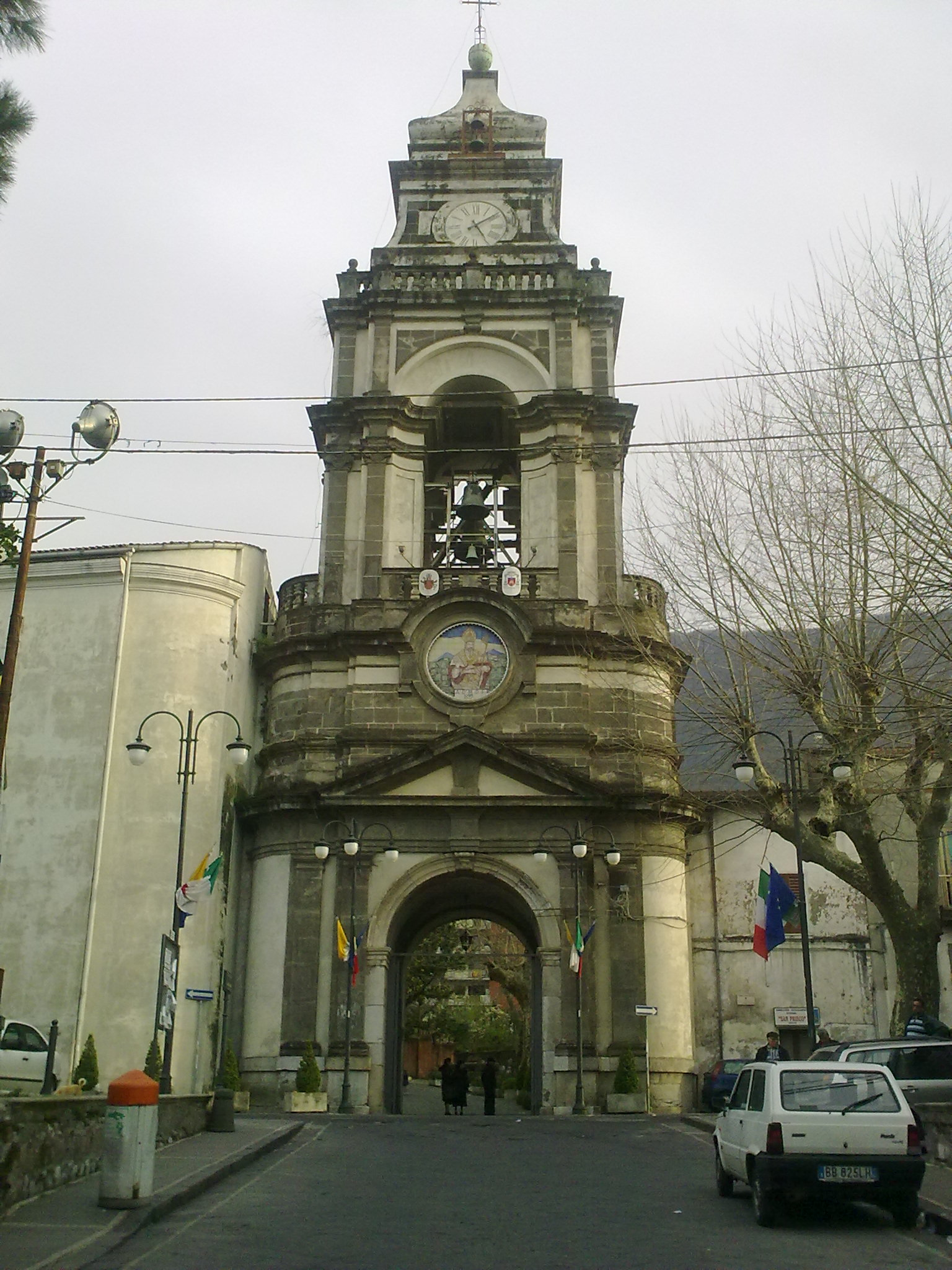
Il campanile della cattedrale, opera di Francesco Solimena

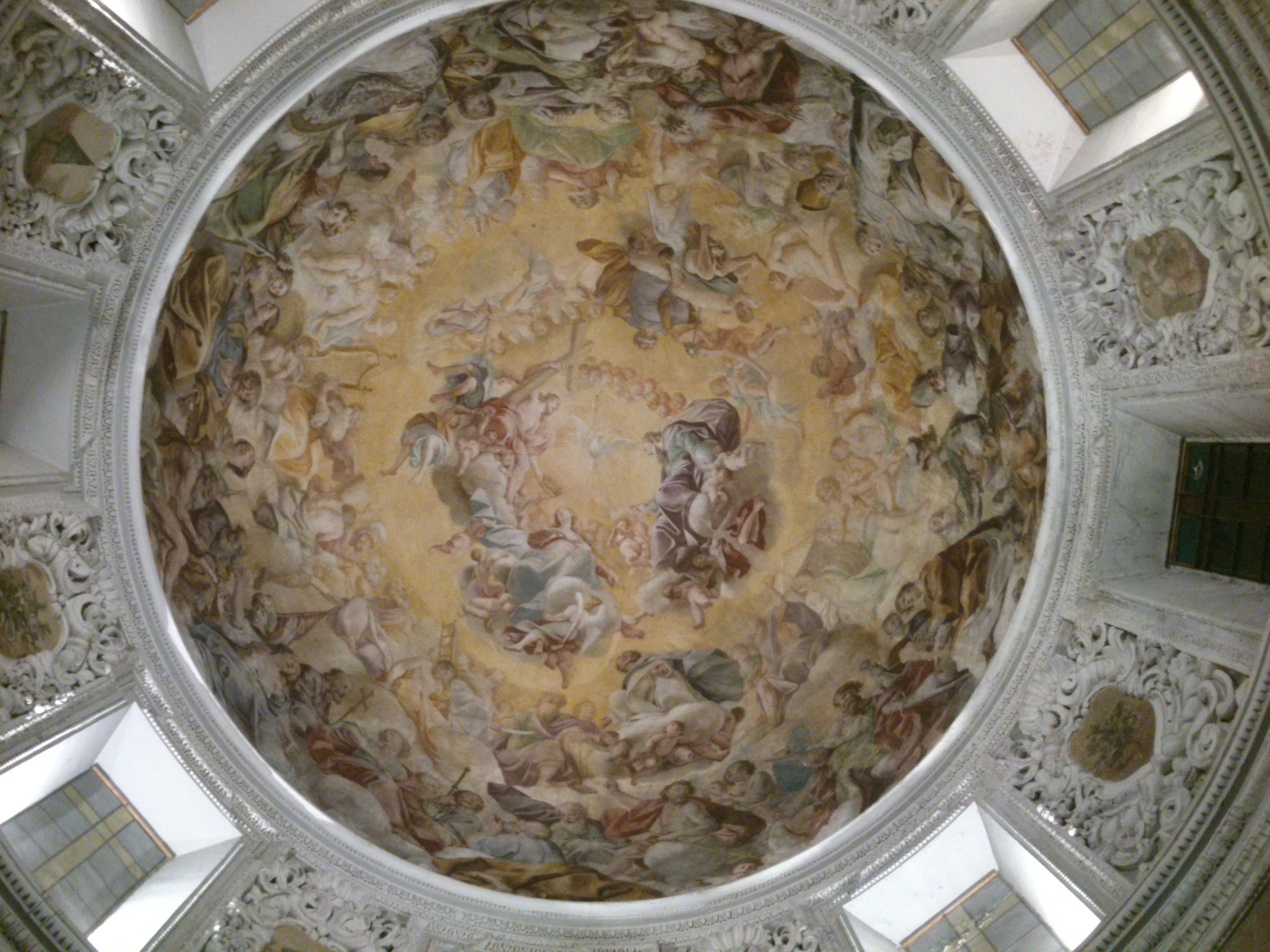
Gloria del Paradiso, cupola della Cattedrale

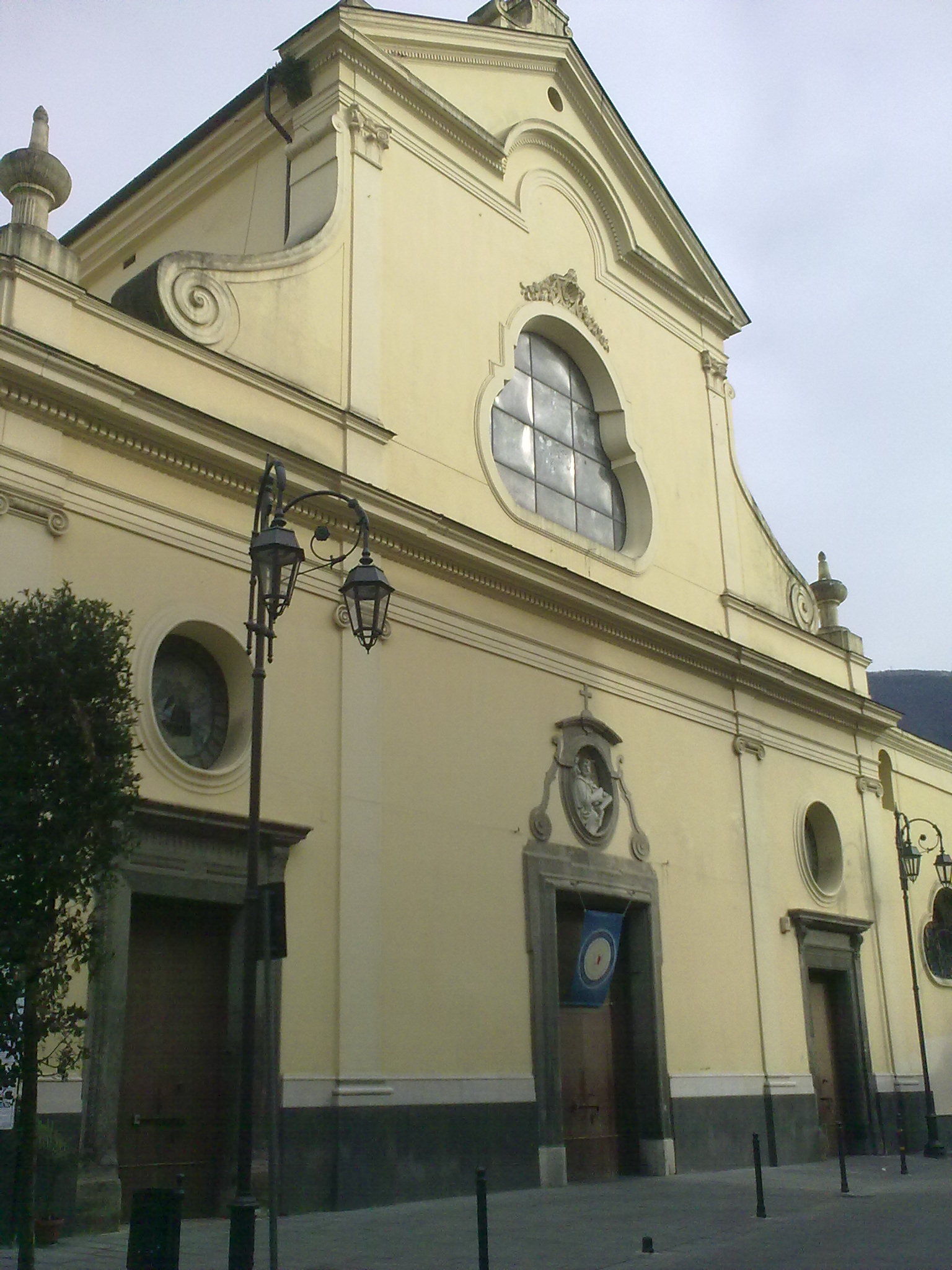
La chiesa di San Matteo

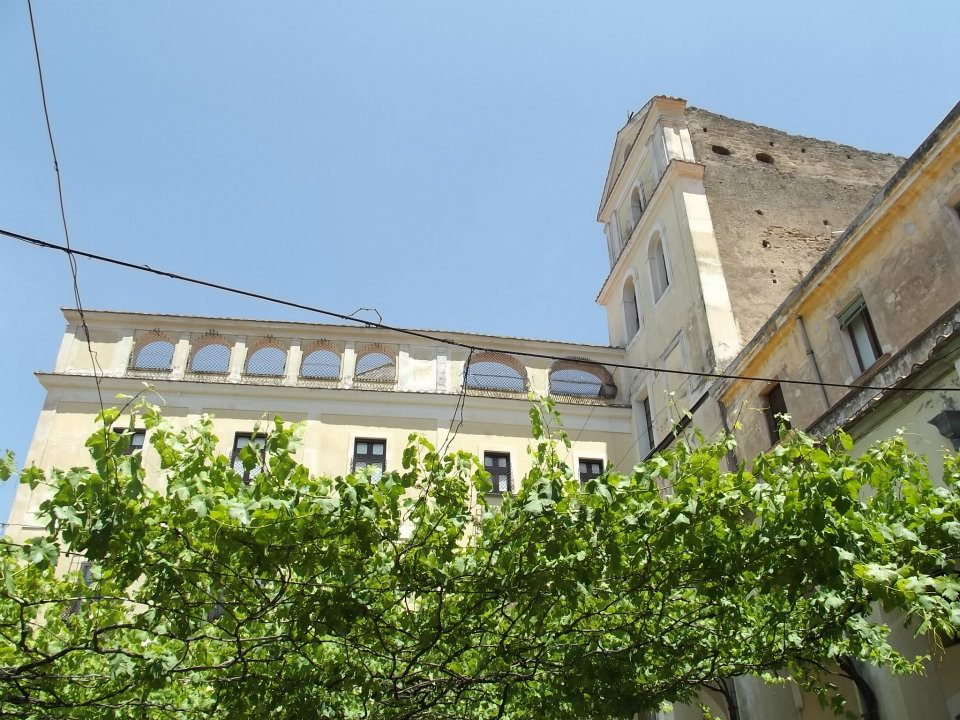
Il Convento di Sant'Anna

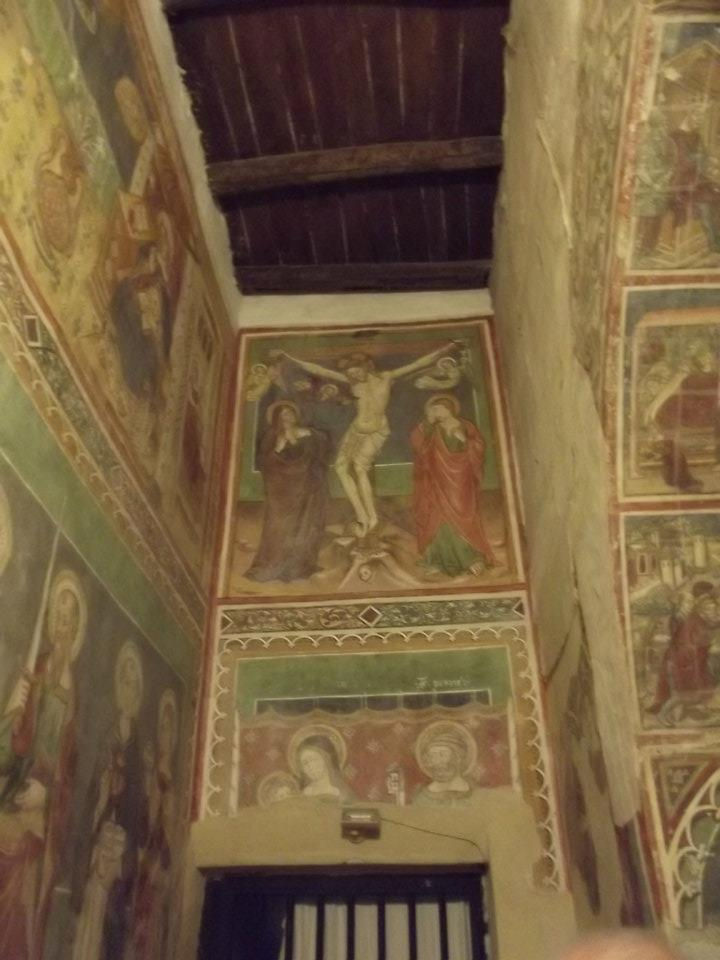
Affreschi quattrocenteschi, presso il Convento di Sant'Anna

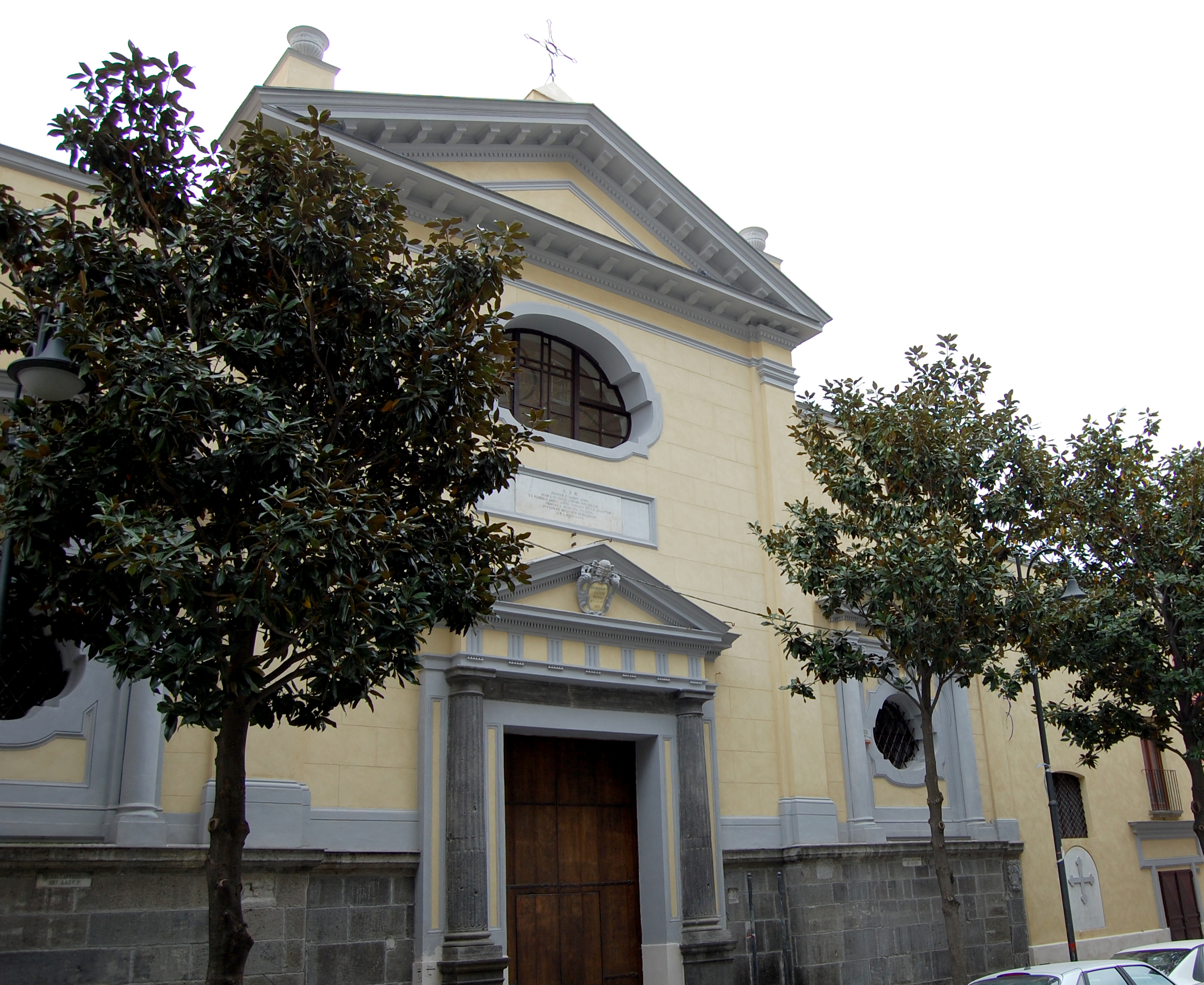
Chiesa del Corpo di Cristo

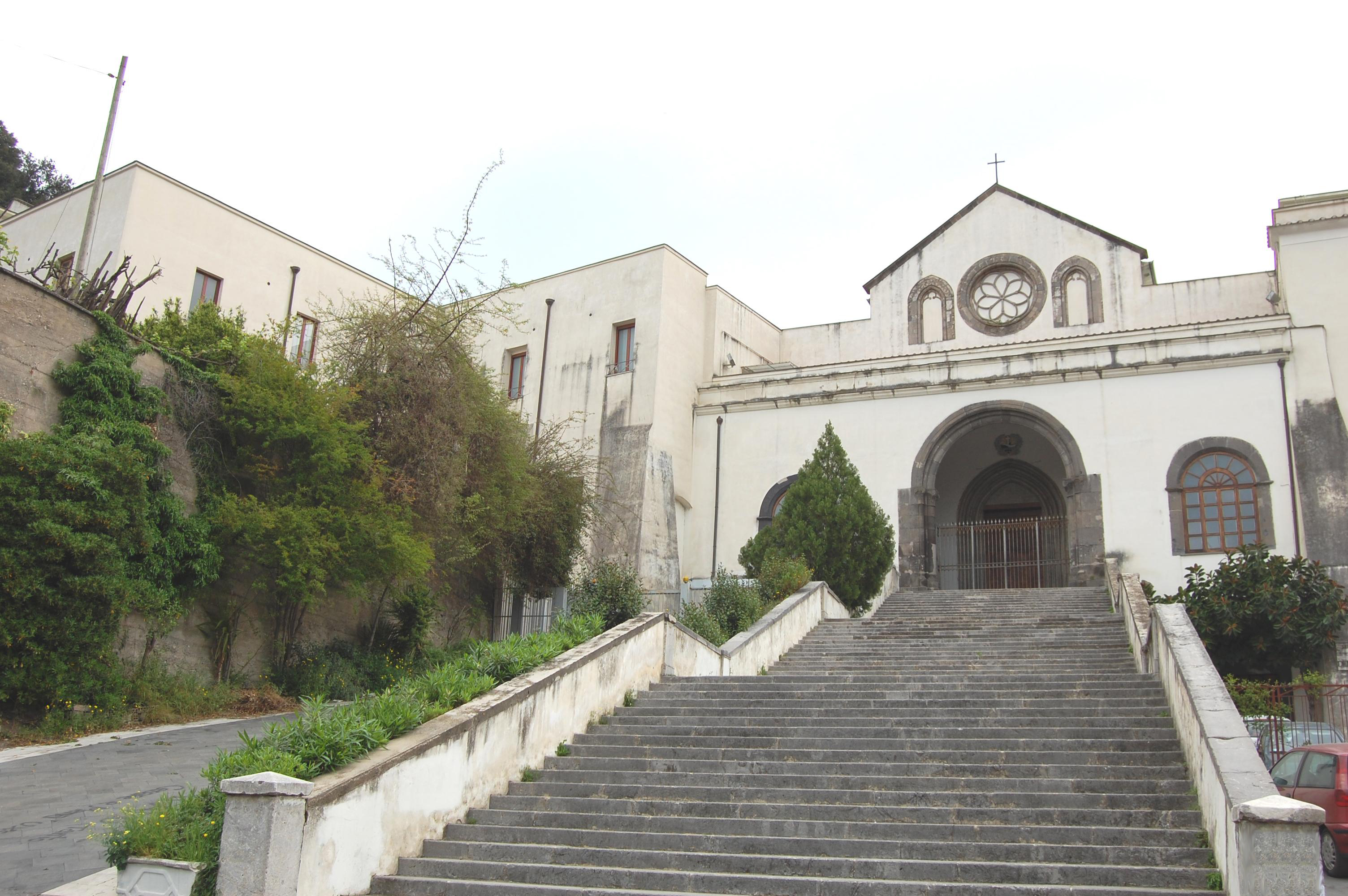
Basilica di Sant'Antonio

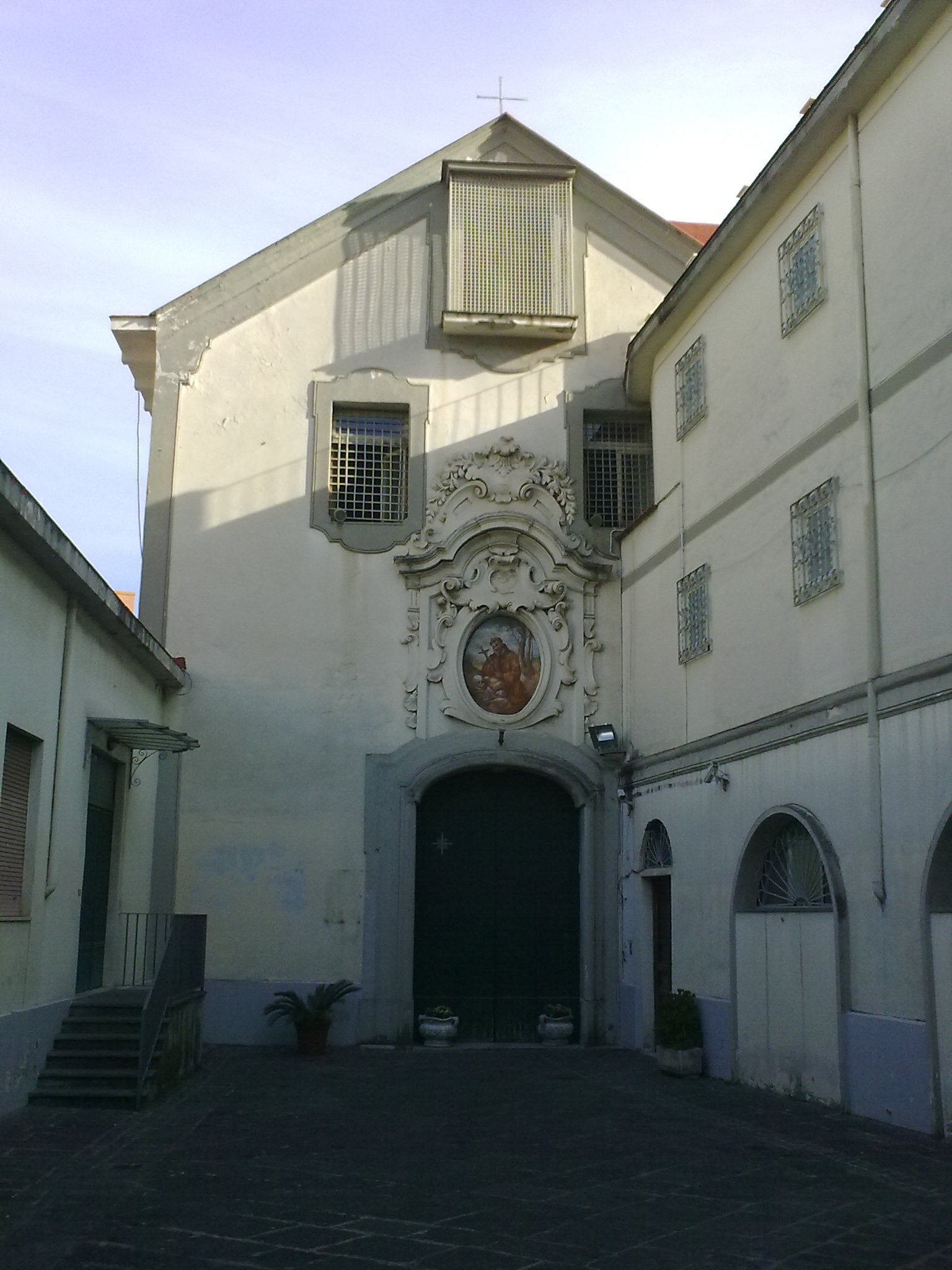
Facciata della chiesa di Santa Chiara

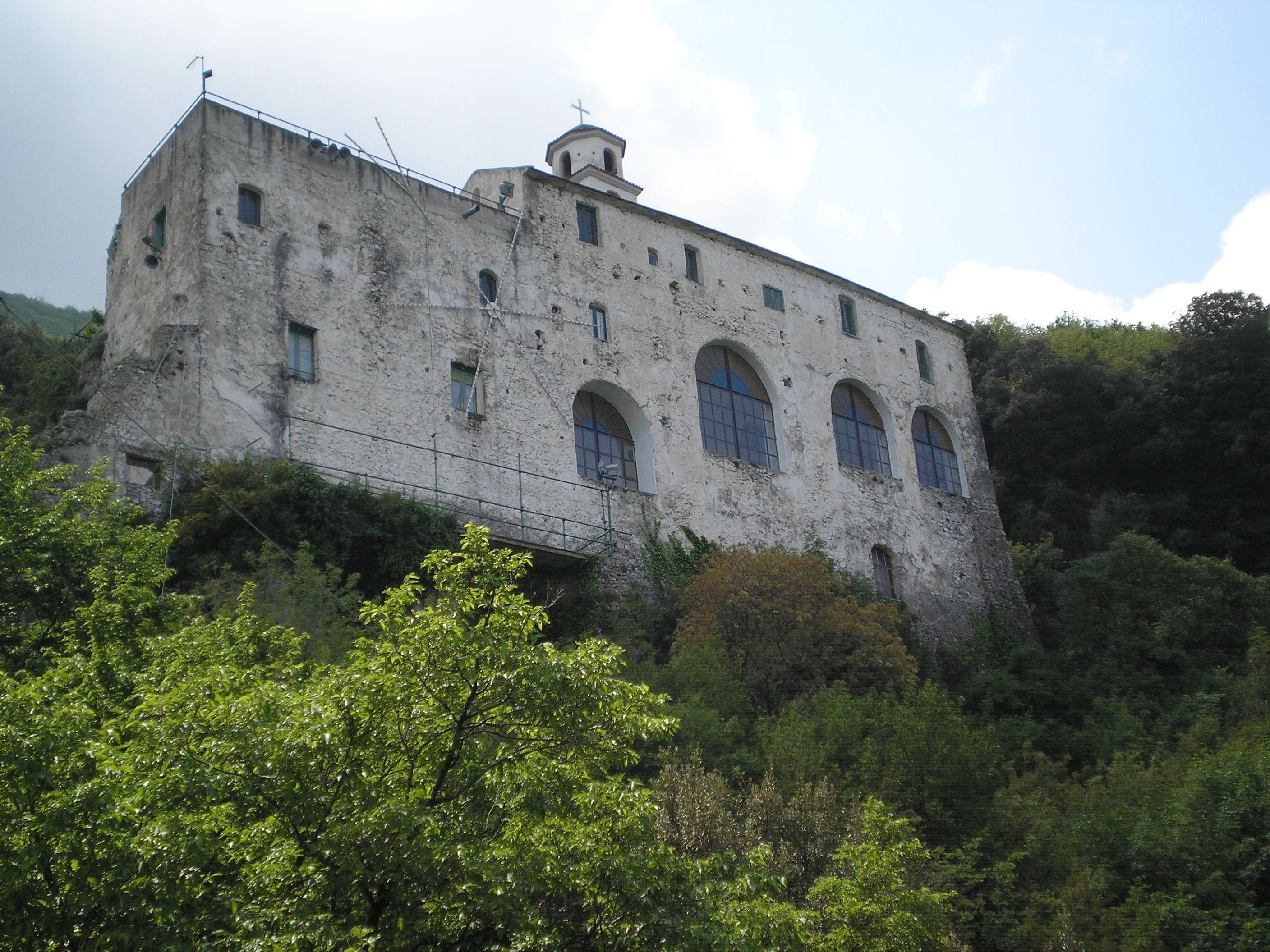
Il Santuario di Santa Maria dei Miracoli di Montalbino

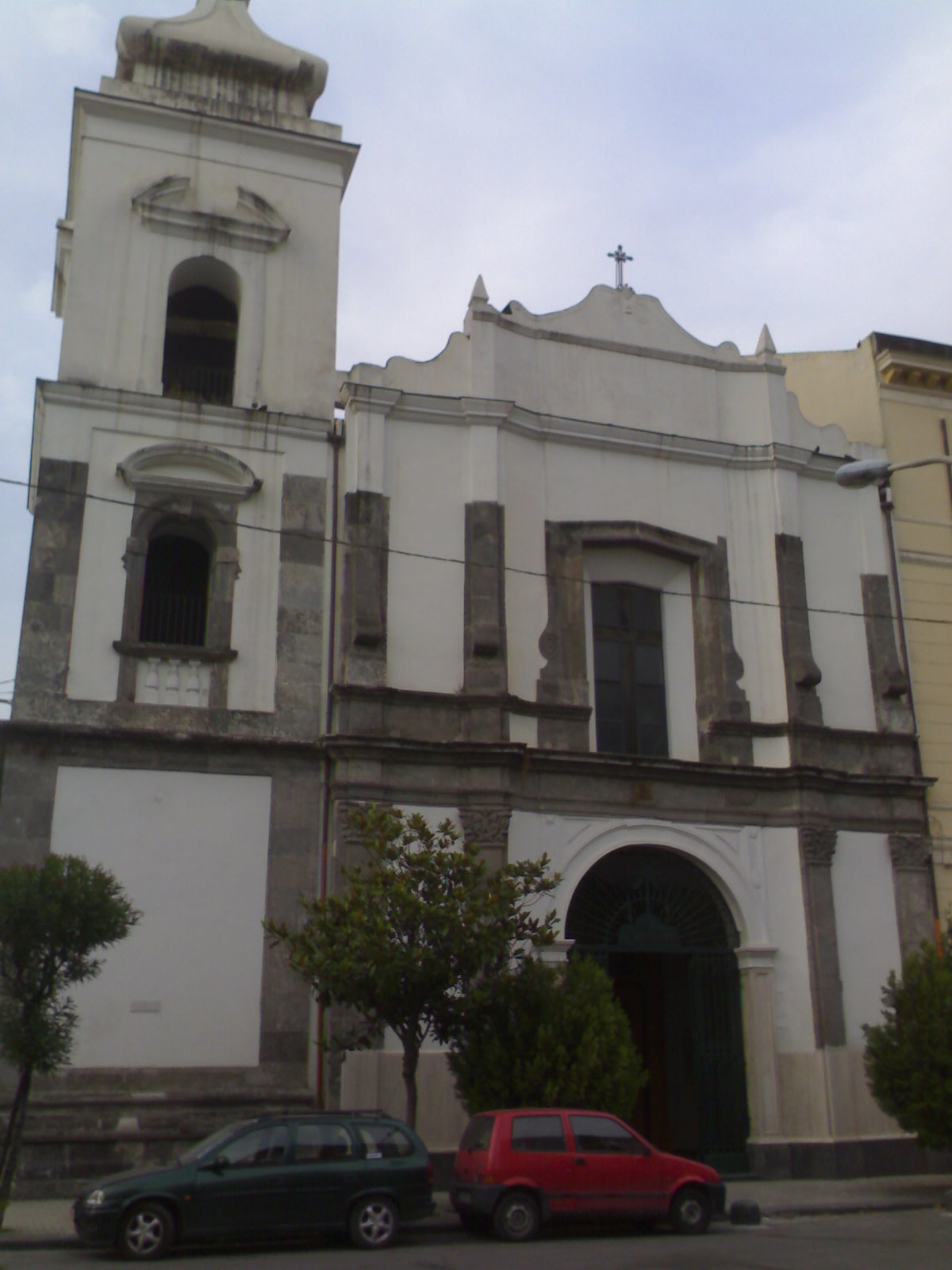
Chiesa di San Bartolomeo

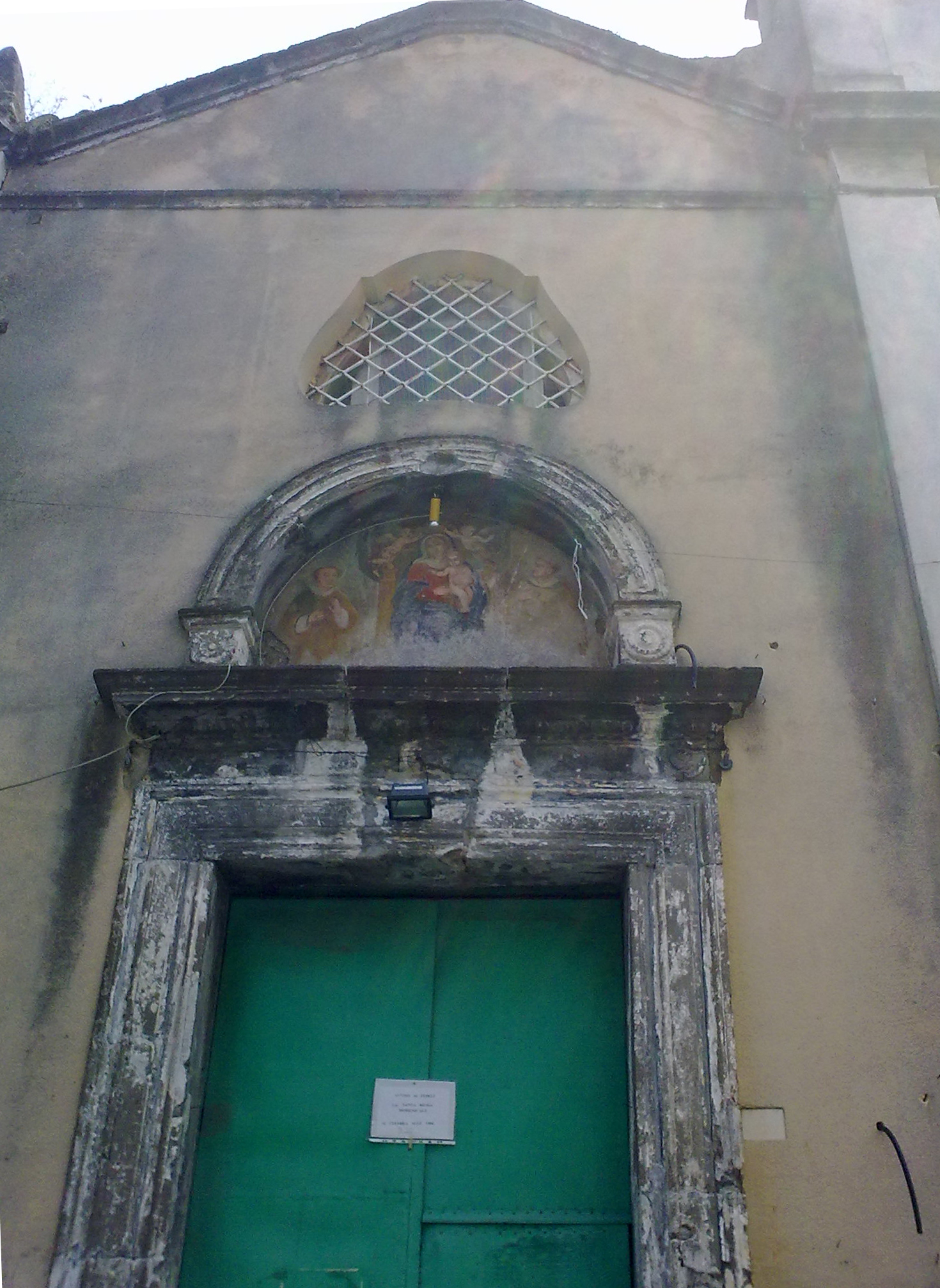
Cappella di San Nicola o Santa Maria a Monte

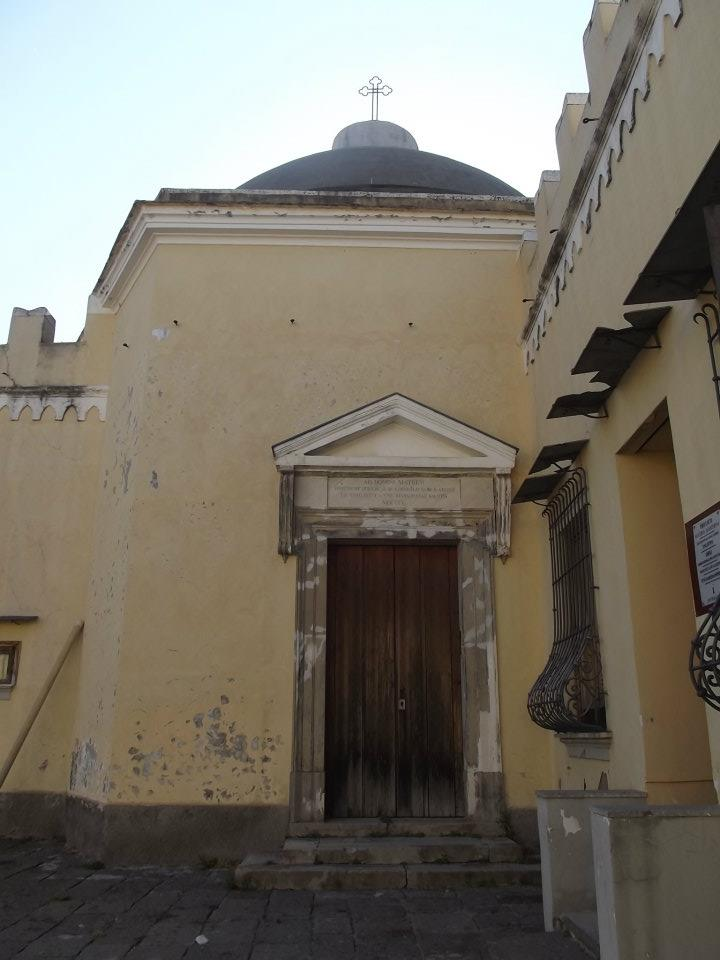
Cappella Nostra Signora di Mater Domini, oggi inglobata nel palazzo Fienga

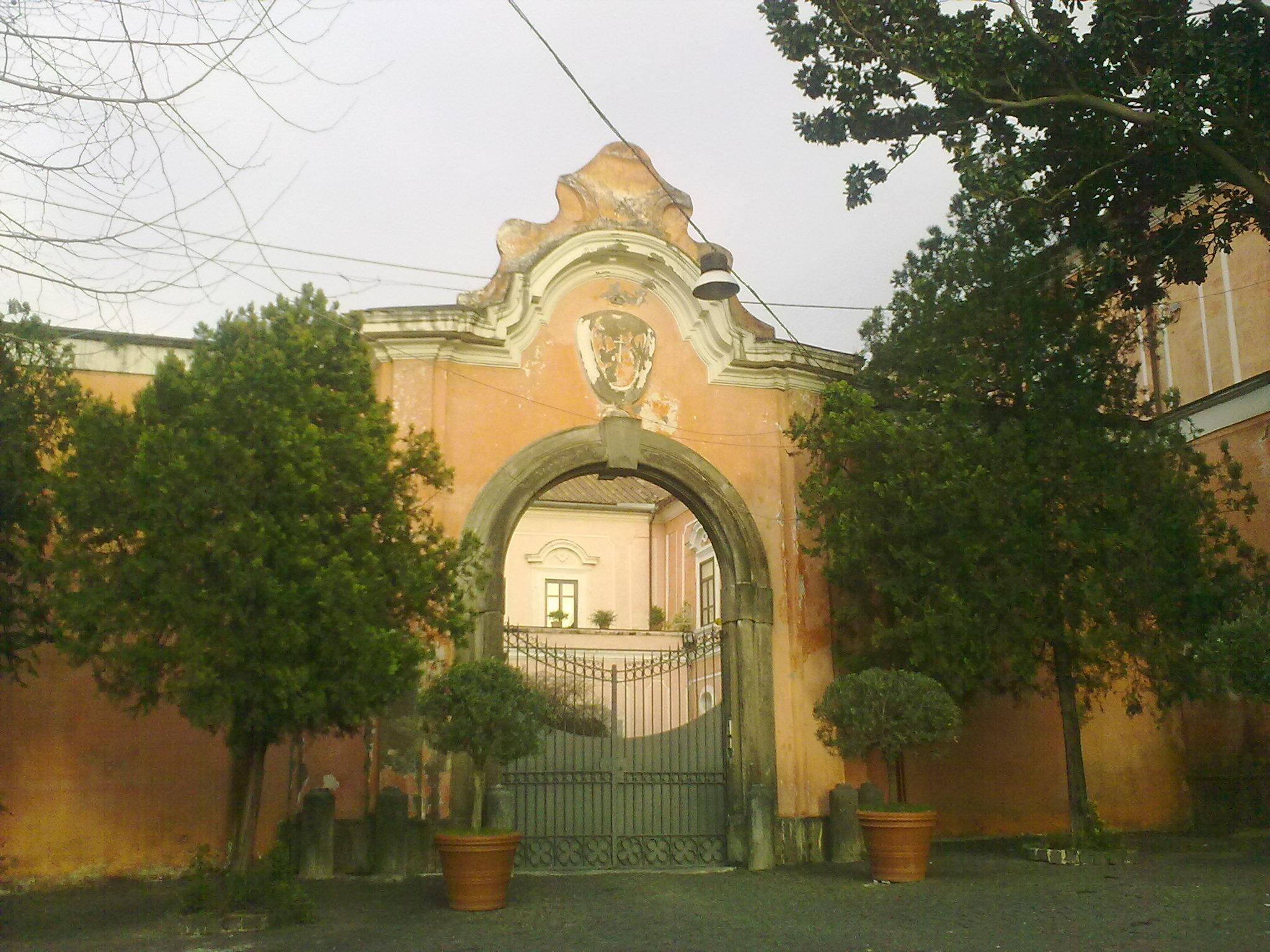
L'ingresso del palazzo vescovile

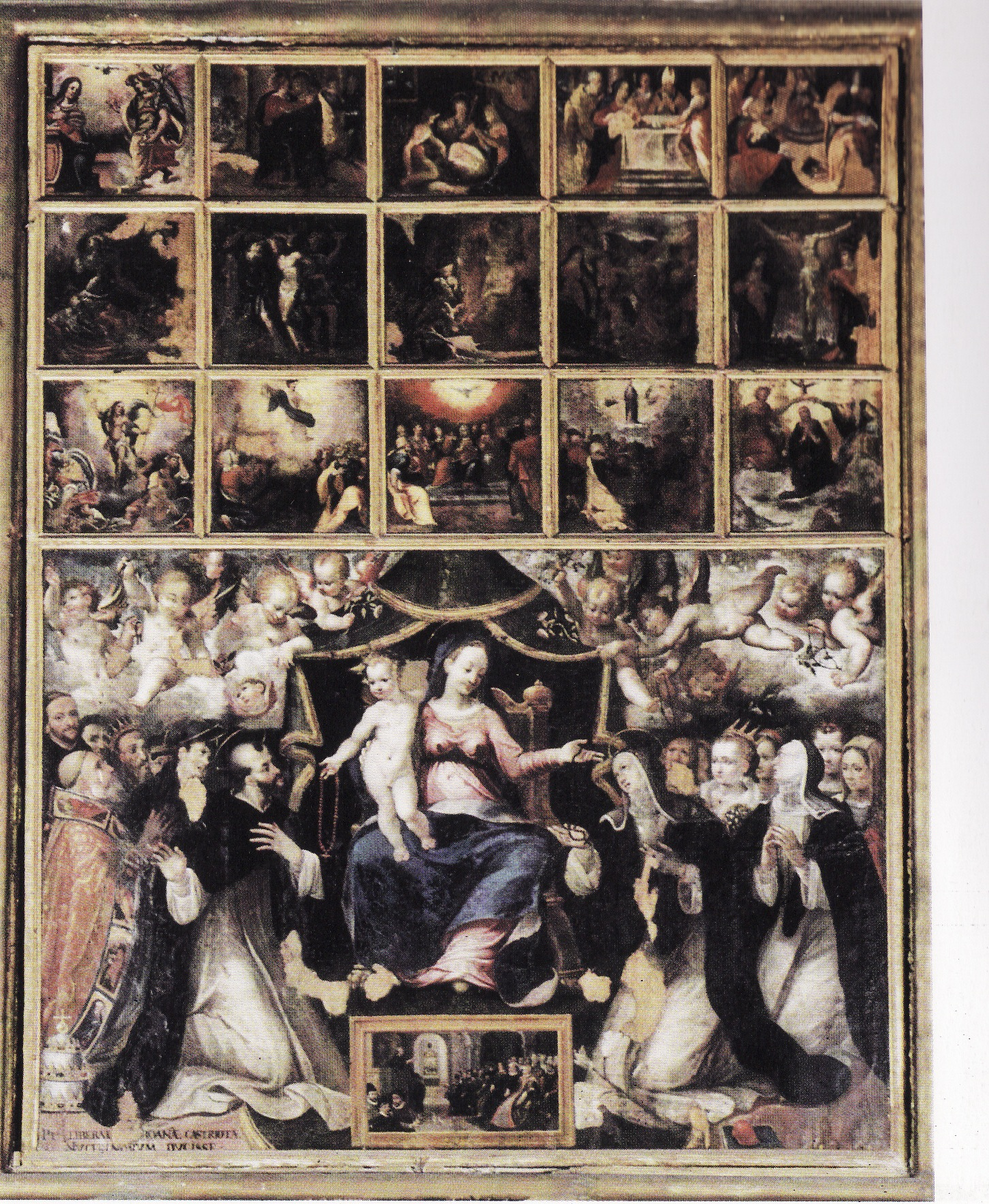
Aert Mytens, Madonna del Rosario, cattedrale

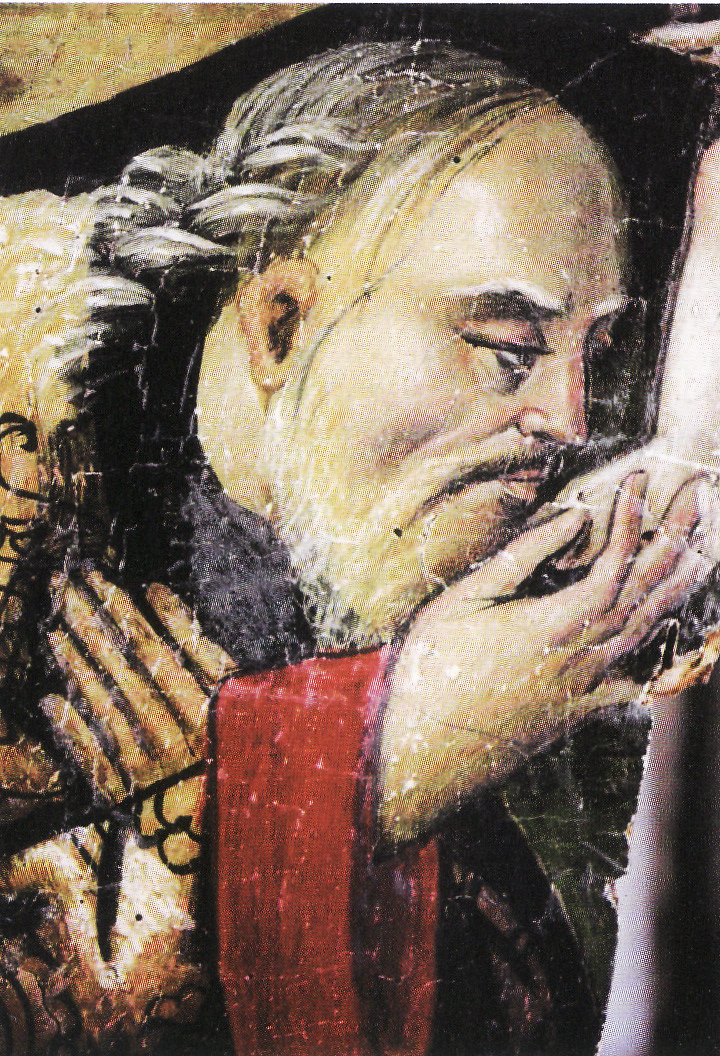
Adorazione dei magi (XV secolo), particolare. Pinacoteca del convento di Sant'Antonio

Le chiese di Nocera Inferiore, tra strutture in uso, trasformate e scomparse, ammontano a circa una quarantina. Molte conservano testimonianze architettoniche e artistiche molto rilevanti. Quelle del tutto scomparse sono note solo dai ruderi o attraverso le fonti.
Ad eccezione della cattedrale, localizzata in posizione defilata rispetto al centro cittadino, le strutture principali sono ubicate lungo il versante meridionale della collina del Parco (o collina di Sant'Andrea). Si tratta delle strutture dedicate a Sant'Antonio, Sant'Anna e San Giovanni in Parco.
Le chiese maggiormente integrate nel contesto urbano contemporaneo sono San Matteo, Santa Maria del Presepe (meglio nota come Santa Monica), e quella del Corpo di Cristo.
Scenografiche le posizioni del convento di Sant'Andrea e del Santuario di Santa Maria dei Miracoli. Il primo sorge a mezz'altezza sulla collina del Parco, che cinge a nord il centro cittadino; il secondo, con la sua sagoma bianca spicca lungo i crinali del Monte Albino, a mezzogiorno del contesto urbano.

## Strutture principali
Le chiese principali della città sono la cattedrale di San Prisco, per il prestigio; Sant'Antonio, San Matteo e Santa Maria del Presepe (meglio nota come Santa Monica), per l'ubicazione.
Architettonicamente le più interessanti sono le prime due: la cattedrale è anticipata da un imponente campanile; Sant'Antonio da una scalinata monumentale.

## Basiliche
Tre chiese cittadine hanno acquisito ab immemorabili il titolo di basilica. Si tratta della cattedrale di San Prisco, della chiesa di Sant'Antonio, e della chiesa di Sant'Anna, queste ultime due basiliche sono pertinenze rispettivamente di un convento francescano, dei frati minori conventuali, e di un monastero domenicano.
Non esistendo documenti ufficiali, l'elevazione basilicale è dimostrata attraverso le lapidi tuttora presenti nelle strutture ecclesiastiche.

## Monasteri e conventi
Le chiese di Sant'Antonio, Sant'Anna, Santa Chiara e Sant'Andrea sono caratterizzate dalla presenza dei rispettivi conventi.
Capillare in città la predominanza dell'ordine francescano, con tre conventi: i cappuccini di Sant'Andrea, i minori conventuali di Sant'Antonio le clarisse del monastero di Santa Chiara. Le suore di clausura di Sant'Anna ubbidiscono all'ordine domenicano.
Risulta dismesso, invece, il convento degli Olivetani una volta annesso alla chiesa di San Bartolomeo.
Devozione vi è in città nei confronti del Santuario di Santa Maria dei Miracoli di Mont'Albino, annesso ad un ex convento degli Olivetani, particolarmente durante i riti della settimana santa.
Dismesse risultano la chiesa e il convento benedettino di San Giovanni in Parco (interessato attualmente da una complessa opera di recupero architettonico), e la chiesa di Sant'Angelo in Grotta, il cui ex convento dei benedettini è un'abitazione privata, mentre l'area della piccola chiesa ospita un esercizio di ristorazione.

### Patrimonio artistico
Le chiese di Nocera Inferiore custodiscono opere d'arte di gran valore. Affreschi medievali di epoca desideriana (XI secolo) sono presenti nei resti della chiesa di Santa Maria alla Torre e San Martino nel castello del Parco; il convento di Sant'Anna ospita affreschi del XIV secolo, attribuiti a Roberto d'Oderisio e affreschi più tardi di autore ignoto.
Sono presenti diverse opere di autori cinquecenteschi sia italiani (pittori come Andrea Sabatini, Marco dal Pino, Pietro Negroni; e scultori: Leone Leoni, Giovanni da Nola), che fiamminghi (Aert Mytens, Cornelis Smet).
Lunghissima la lista di opere dei pittori della famiglia Solimena: Angelo, Francesco e Orazio.
Come architetti hanno lasciato traccia in città artisti famosi come Pietro Cimafonte, Domenico Antonio Vaccaro e Francesco Solimena.

### Elenco delle strutture principali
- Basilica Cattedrale di San Prisco (XIV secolo), la cattedrale è stata edificata su un antico convento che da sempre ha conservato le spoglie di San Prisco, primo vescovo della diocesi. Conserva tesori artistici quali il campanile e la raffigurazione del Paradiso di Francesco Solimena.
- Chiesa di Sant'Angelo in Grotta (XI secolo), realizzata col titolo di Prioria tra il 1080 e il 1086, divenne ospizio del monastero della Trinità di Cava.
- Chiesa di San Matteo (X secolo), è una delle chiese più antiche della città e ne rappresenta la chiesa madre.
- Chiesa e convento di San Giovanni in Parco (XI secolo), l'ex convento, oramai diroccato, è stato il primo rifugio per gli ammalati della città. Ne è in corso un restauro completo.
- Basilica di Sant'Anna (XIII secolo), l'austero monastero è uno scrigno d'arte: conserva cicli pittorici che vanno dal XIII secolo al XVIII secolo.
- Basilica e convento di Sant'Antonio (XIII secolo), uno dei principali conventi francescani della regione. Ospita una pinacoteca, il museo archeologico provinciale e una ricca biblioteca.
- Monastero di Santa Chiara (XIII secolo), il monastero di clausura si colloca nel limite occidentale della città e ne rappresenta il biglietto da visita per chi proviene dalla Strada Statale 18.
- Chiesa e convento di Sant'Andrea (XVI secolo), sorge a mezz'altezza sulla collina del Parco e domina la città con la sua mole sin dal 1563.
- Chiesa del Corpo di Cristo (XVI secolo), un piccolo gioiello rinascimentale.
- Santuario di Santa Maria dei Miracoli (XVI secolo), rappresenta luogo sacro per i nocerini, meta di pellegrinaggio nel caratteristico martedì di pasquetta della città.
- Chiesa di San Bartolomeo (XVIII secolo), già chiesa del convento degli Olivetani, nel quartiere Piedimonte-Pietraccetta, ospita oggi l'effigie della Madonna dei Miracoli di Mont'Albino, traslata dall'originario convento dopo una frana.

## Altre chiese e cappelle
Le strutture meno rilevanti (artisticamente e architettonicamente), sono le chiese che hanno funzioni più che altro rionali, come la chiesa dei Santi Apostoli Simone e Giuda a Casolla e la chiesa di Sant'Anna a Fiano (dipendenza dell'omonimo monastero in una zona rurale della città).
Alcune di queste strutture sono esempi di architettura contemporanea, come la chiesa di San Giuseppe a Montevescovado, la chiesa di Maria Immacolata, con la sua forma a spirale e la chiesa di San Giovanni Battista nel rione Cicalesi, a pianta circolare.
Riguardo alle chiese non parrocchiali, si tratta di strutture anche antiche, ma piccole (come la chiesetta di Santa Maria di Costantinopoli a Merichi), rurali (Santa Maria di Materdomini, struttura moderna che si trova lungo il percorso della strada provinciale Nocera-Sarno o la chiesetta rurale di Santa Maria a Pago, di origine molto antica). Più centrale la chiesa di San Gioacchino (piazza Trieste e Trento).

### Parrocchie
- Chiesa dei Santi Apostoli Simone e Giuda
- Chiesa del Santissimo Corpo di Cristo
- Chiesa di Maria Immacolata
- Chiesa di San Bartolomeo
- Chiesa di San Giovanni (nuova)
- Chiesa di San Giuseppe
- Chiesa di San Matteo
- Chiesa di San Prisco
- Chiesa di Santa Maria del Presepe (detta anche Santa Monica)
- Chiesa di Sant'Anna a Fiano

### Chiese non parrocchiali
- Chiesa di San Giovanni (vecchia) a Cicalesi
- Chiesa della Madonna del Parto, detta anche Sant'Anna 'a scura (Sperandei)
- Chiesa di Materdomini (strada provinciale Nocera-Sarno)
- Chiesa di Santa Croce (via Atzori, Strada Statale 18)
- Chiesa di Santa Maria di Costantinopoli (Merichi)
- Chiesa di Santa Maria a Pago
- Chiesa di San Gioacchino

### Strutture scomparse
La prima parte dell'elenco riguarda chiese pertinenti alla firmitate noba nocerina, il borgo fortificato che si è sviluppato nei secoli a cavallo dell'anno mille, intorno al castello della città. L'elenco delle strutture è desunto essenzialmente dalle fonti. Lungo le pendici della collina s'incontrano diversi ruderi pertinenti alle strutture citate, di non facile identificazione.
- Santa Maria alla Torre e San Martino (in unum constructe presso il castello del Parco)
- San Nicola a Tostazzo
- Santa Croce (ubicata ante porta maiori del castello del Parco)
- San Biagio (nei pressi di un'antica porta urbica, presso l'attuale largo San Biagio)
- Santa Margherita (collina del Parco)
- San Leone (Castello del Parco)
- San Giovanni a Chiuro (o Cliulo, presso la collina di Chivoli)
- San Bartolomeo (vecchia, presso una porta urbica nel rione Piedimonte)
- San Salvatore de Castro (Borgo)
- San Benedetto de Pede castro (Borgo)
- San Michele (presso le falde della collina del Parco)
- San Vito
- San Davide
- San Marcello

Le seguenti strutture erano ubicate in altre aree della città.
- Santa Maria delle Pastine (presso l'attuale piazza Trieste e Trento)
- Convento di San Prisco (dove oggi sorge la cattedrale)
- San Filippo a macerie (ubicata presso il rione Vescovado)
- Chiesa della Madonna dei tre pigni o delli pigni (Montalbino)
- Chiesa di San Nicola (tra Casolla e le falde del Monte Albino)
- Chiesa di San Pietro ad Floccanum (Capo Fioccano, odierna Via Origlia)
- San Pantaleone (presso l'omonima collina)
- Convento degli Agostiniani (oggi ne rimane solo la chiesa di Santa Monica, riedificata nel corso del XX secolo)
- Congregazione delle Suore Terziarie Francescane di Sant'Antonio (in via Matteotti, oggi casa di riposo)

### Cappelle principali
A Nocera Inferiore sono presenti un gran numero di cappelle, per la maggior parte pertinenti a strutture palaziali private. Alcune di queste sono degne di nota per storia o testimonianze artistiche in esse possedute.
- Cappella di San Rocco, eretta dopo la peste del 1656 al Casale del Pozzo;
- Cappella di San Nicola, a Casolla;
- Cappella di Santa Sofia;
- Cappella de Guidobaldi, all'interno del castello del Parco;
- Cappella di San Giacomo dei Califano, a Sperandei (Via Dentice d'Accadia);
- Cappella di San Lorenzo, a Piedimonte;
- Cappella di Santa Maria di Costantinopoli, a Liporta (via Astuti)
- Cappella del Buon Consiglio, già S. Caterina, al Casale Nuovo (Via Gambardella);
- Cappella del Buon Consiglio ( Pietraccetta, verso il convento di Sant'Andrea, sul fianco orientale della collina del Parco)
- Cappella del Buono e Perpetuo Soccorso (presso l'ex convento in via Garibaldi)

### Altre strutture ecclesiastiche
Anche se non hanno il ruolo di chiese propriamente dette, edifici come il palazzo vescovile e il vecchio seminario, oggi sede della curia diocesana, fanno parte a pieno titolo del patrimonio ecclesiastico della città di Nocera Inferiore.
- Palazzo vescovile (XVI secolo).
- Curia diocesana (XVI secolo).

Sono da menzionare, infine, tra i musei cittadini, i due che derivano le loro opere essenzialmente dal patrimonio ecclesiastico della città.
- Museo diocesano San Prisco
- Archivio diocesano
- Pinacoteca del convento di Sant'Antonio